# Taraxacum acidotum
Taraxacum acidotum, trajnica, vrsta maslačka iz sjeverne Europe. islandski je endem.
Vrsta je opisana u Bot. Iceland 3(III): 279 (1942)